# Stanko Barać
Stanko Barać (Mostar, Yugoslavia, 13 de agosto de 1986) es un exjugador de baloncesto Bosnio. Con 2.16 metros de estatura, jugaba en el puesto de pívot.

## Carrera profesional
Barać comenzó su carrera con el Široki Prima pivo, de la ciudad de Široki Brijeg en Bosnia y Herzegovina. Fue seleccionado por los Miami Heat en la posición 39 en el draft de la NBA de 2007 y fue traspasado a los Indiana Pacers. Después de firmar un contrato por varios años con el TAU Cerámica en agosto del 2007, fue cedido al Pamesa Valencia el 15 de octubre de 2007 hasta final de temporada.
El 6 de julio de 2011, el pívot se desvinculó del Caja Laboral para comprometerse por tres temporadas con el Efes Pilsen de Turquía.
Barac jugó tres temporadas con el Anadolu Efes, procedente del Baskonia, con el que había disputado una última temporada a gran nivel (11,7 puntos, 7 rebotes y 14,6 de valoración en ACB) que hacían prever una exitosa carrera en Europa. Su estancia en Estambul no confirmó las expectativas, ni a nivel colectivo ni individual, pues su relevancia ha ido decayendo con el paso de las temporadas.
En enero de 2015 el pívot internacional croata ficha por el Cedevita hasta final de temporada, tras un largo periodo de inactividad por lesión y una etapa en el Anadolu Efes donde rindió por debajo de lo que apuntaba en Baskonia.